# Fonction somme des diviseurs
« fonction sigma » redirige ici. Pour la fonction sigma de Rado, voir Castor affairé.
En arithmétique, la fonction somme des diviseurs est la fonction arithmétique qui, à un entier naturel non nul, associe la somme de ses diviseurs positifs, souvent notée σ.
Ainsi σ(6) = 1 + 2 + 3 + 6 = 12, σ(p) = p + 1 pour tout nombre premier p et σ(1) = 1.
Cette fonction intervient dans l'étude des nombres parfaits, amiables, déficients ou abondants, des nombres intouchables ou sublimes, ou dans les suites aliquotes. Elle est aussi étudiée dans le cadre de l'hypothèse de Riemann.
C'est un exemple de fonction multiplicative.
On étudie aussi parfois la somme s(n) = σ(n) – n des diviseurs stricts d'un entier n, c'est-à-dire de tous les diviseurs positifs de n strictement inférieurs à n.

## Propriétés
- Comme toutes les fonctions somme des puissances k-ième des diviseurs σk, la fonction σ = σ1 est multiplicative, c'est-à-dire que, pour tous entiers m et n premiers entre eux, σ(mn) = σ(m)σ(n).
- La somme des termes d'une suite géométrique permet de calculer la somme des diviseurs d'une puissance d'un nombre premier :{\displaystyle \sigma (p^{k})=\sum _{j=0}^{k}p^{j}={\frac {p^{k+1}-1}{p-1}}.}(La fonction σ n'est donc pas complètement multiplicative.)
- L'utilisation des deux propriétés précédentes permet de déterminer la somme des diviseurs de n connaissant sa décomposition en facteurs premiers :{\displaystyle {\rm {si}}\quad n=\prod _{i=1}^{r}p_{i}^{k_{i}}\quad {\rm {alors}}\quad \sigma (n)=\prod _{i=1}^{r}{\frac {p_{i}^{k_{i}+1}-1}{p_{i}-1}}.}
- Au sens de la convolution de Dirichlet, on peut écrire {\displaystyle \sigma ={\rm {Id*\mathbf {1} }}}. σ possède alors un inverse {\displaystyle \sigma ^{-1}=\mathbf {1} ^{-1}*{\rm {Id^{-1}=\mu *(\mu {\rm {Id)}}}}}, qu'on peut calculer explicitement : {\displaystyle \sigma ^{-1}(n)} est nul dès que {\displaystyle n} admet un facteur cubique, et sinon en écrivant {\displaystyle n=(p_{1}p_{2}...p_{r})(q_{1}q_{2}...q_{l})^{2}} où les {\displaystyle p_{i}} et les {\displaystyle q_{i}} sont des nombres premiers deux à deux distincts, on a {\displaystyle \sigma ^{-1}(n)=(-1)^{r}(p_{1}+1)(p_{2}+1)...(p_{r}+1)q_{1}q_{2}...q_{l}}.
- On a l'identité  : {\displaystyle \sum _{k=1}^{n}\sigma (k)={\frac {1}{2}}\sum _{d=1}^{n}\left\lfloor {\frac {n}{d}}\right\rfloor \left(\left\lfloor {\frac {n}{d}}\right\rfloor +1\right)} où {\displaystyle \left\lfloor \cdot \right\rfloor } désigne la fonction partie entière[3] :

## Loi d'Euler
Leonhard Euler énonce en 1752 un résultat, qu'il appelle « Loi tout extraordinaire des nombres par rapport à la somme de leurs diviseurs »,  permettant de déterminer la somme des diviseurs de n à l'aide d'une formule de récurrence :  
{\displaystyle \sigma (n)=\sigma (n-1)+\sigma (n-2)-\sigma (n-5)-\sigma (n-7)+\sigma (n-12)+\cdots }
où 1, 2, 5, 7, 12... est la suite des nombres pentagonaux généralisés (suite A001318 de l'OEIS).
avec 
{\displaystyle f_{n}(k)={\begin{cases}\sigma (k)&{\text{ si }}k>0\\n&{\text{ si }}k=0\\0&{\text{ si }}k<0\end{cases}}}
Par exemple, {\displaystyle \sigma (10)=\sigma (9)+\sigma (8)-\sigma (5)-\sigma (3)=13+15-6-4=18}. 
Cette relation de récurrence est identique à celle vérifiée par la fonction p qui donne le nombre de partitions d'un entier, au détail près qu'on remplace la valeur {\displaystyle p(0)=1} par la valeur {\displaystyle f_{n}(0)=n}.
Euler démontre cette loi en 1754 à l'aide de l'écriture en série d'un produit infini :
{\displaystyle (1-x)(1-x^{2})(1-x^{3})...=\prod _{i=1}^{+\infty }(1-x^{i})=\sum _{-\infty }^{+\infty }(-1)^{i}x^{\frac {i(3i+1)}{2}}.}

## Comportement asymptotique

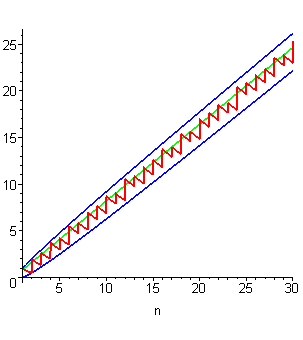
En rouge, représentation de ; en bleu, de et ; et en vert, de.

### Moyenne de Cesàro
En moyenne de Cesàro, on a {\displaystyle {\frac {\sum _{k=1}^{n}\sigma (k)}{n}}={\frac {\pi ^{2}}{12}}n+O(\ln n)}. Ici et plus bas, O, o et Ω±, sont les symboles de Landau.
Ceci vient de la formule {\displaystyle \sum _{k=1}^{n}\sigma (k)={\frac {1}{2}}\sum _{k=1}^{n}\left(\left\lfloor {\frac {n}{k}}\right\rfloor ^{2}+\left\lfloor {\frac {n}{k}}\right\rfloor \right)} (voir supra), dont on déduit : {\displaystyle {\frac {n}{2}}Q_{n}-{\frac {1}{2}}H_{n}\leqslant {\frac {\sum _{k=1}^{n}\sigma (k)}{n}}\leqslant {\frac {n}{2}}Q_{n}+{\frac {1}{2}}H_{n}} où
{\displaystyle Q_{n}=\sum _{k=1}^{n}{\frac {1}{k^{2}}}\to {\frac {\pi ^{2}}{6}}} (cf. Problème de Bâle) et {\displaystyle H_{n}=\sum _{k=1}^{n}{\frac {1}{k}}\sim \ln n} (cf. Série harmonique).

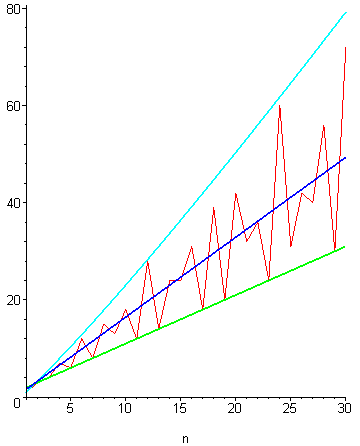
En rouge, représentation de ; en bleu, de ; en vert, le minorant correspondant aux nombres premiers ; et en cyan le majorant de Lagarias.

### Ordre moyen
Un ordre moyen simple pour σ(n) est {\displaystyle {\frac {\pi ^{2}}{6}}n}, puisqu'on a (voir supra) l'estimation 
où le terme E(x) est un o(x2).
Une bonne estimation de ce terme E(x) fournit une évaluation fine de la précision obtenue si l'on attribue à σ(n) l'ordre moyen  nπ2/6. Les meilleures majoration et minoration connues de cette précision sont données respectivement par
et par

## Somme des diviseurs et hypothèse de Riemann
La fonction somme des diviseurs a été étudiée dans le  contexte de l'hypothèse de Riemann.
T. H. Gronwall a démontré en 1913 que
{\displaystyle \limsup _{n\to +\infty }{\dfrac {\sigma (n)}{n\ln(\ln(n))}}={\rm {e}}^{\gamma }}
où γ est la constante d'Euler-Mascheroni.
Le critère de Robin (du mathématicien français Guy Robin, en 1984) stipule que l'hypothèse de Riemann est vraie si et seulement si 
{\displaystyle \sigma (n)<n{\rm {e}}^{\gamma }\ln(\ln(n))\,}
pour tout n ≥ 5 041.
Cette inégalité a déjà été établie pour 70,26 % des entiers naturels. (Les auteurs montrent que les entiers quadratfrei, de densité 6/π2, ainsi que les impairs, de densité 1/2, satisfont l'inégalité. Les impairs non quadratfrei étant de densité 0,5 – 4/π2, les entiers satisfaisant l'inégalité sont de densité au moins 2/π2 + 1/2 = 0,702642… .)  
En 2001, Jeffrey Lagarias, en utilisant le critère de Robin, lie la somme des diviseurs au  n-ième nombre harmonique Hn et  prouve  que l'hypothèse de Riemann est vraie si et seulement si pour tout entier n, 
{\displaystyle \sigma (n)\leqslant H_{n}+\exp(H_{n})\ln(H_{n}).}

## Autres expressions
La somme des diviseurs peut être exprimée sous forme de somme trigonométrique :
{\displaystyle \sigma (n)=\sum _{k=1}^{n}\sum _{j=1}^{k}\cos {\frac {2\pi jn}{k}}}.